# 大阪府立豊中支援学校
大阪府立豊中支援学校（おおさかふりつ とよなかしえんがっこう）は、大阪府豊中市北緑丘二丁目にある特別支援学校。

## 設置学部
- 小学部
- 中学部
- 高等部

## 沿革
- 1974年1月1日 - 大阪府の条例により大阪府立豊中養護学校を設置
- 1974年4月1日 - 大阪府立高槻養護学校（現・大阪府立高槻支援学校）の一部教室を借用して開校
- 1974年9月20日 - 現在地に移転
- 1980年10月31日 - 体育館完成
- 1989年11月30日 - プール完成
- 2008年4月1日 - 学校名を「大阪府立豊中支援学校」に変更。
- 2024年4月1日 - 大阪府立出来島支援学校に開校に伴い通学区域を再編。

## 学区
- 豊中市（一部を除く）
- 池田市
- 箕面市（高等部は対象外）
- 能勢町
- 豊能町

※ただし、箕面市在住で高等部へ進学を希望する者は原則として大阪府立箕面支援学校へ進学する。